# Festival Internacional de Mstislav Rostropóvich en Bakú

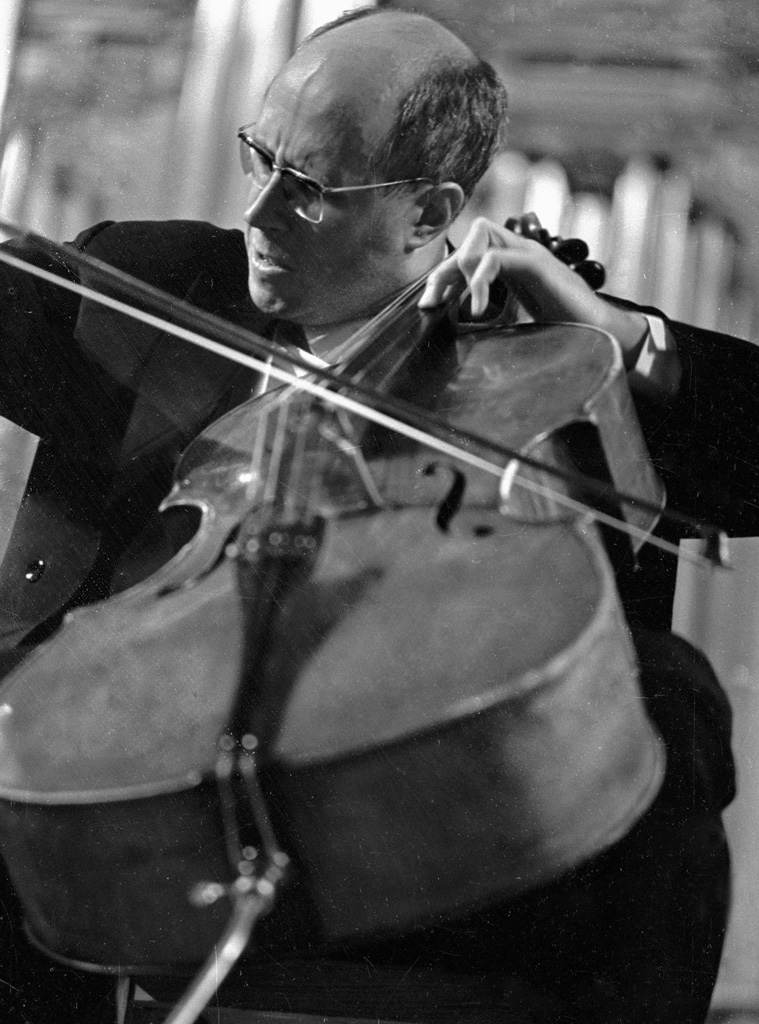
Mstislav Rostropóvich

El Festival Internacional de Mstislav Rostropóvich (en azerí: Mstislav Rostropoviç adına Beynəlxalq musiqi festivalı) es un festival organizado por Mstislav Rostropóvich en 2006, en Bakú y dedicado al 100.º aniversario del nacimiento de Dmitri Shostakóvich. 
Al principio del año 2007 el festival dedicó a Msitslav Rostropóvich y se celebra en diciembre. Los organizadores del festival son el Ministerio de Cultura y Turismo de Azerbaiyán, la Fundación de Mstislav Rostropóvich  y la Fundación de Heydar Aliyev.
Un gran número  de músicos y cantantes anualmente vienen a Bakú para participar en el festival. Los conciertos del festival se realizan  en los mejores escenarios de la ciudad.